# Polyrhachis exercita
Polyrhachis exercita é uma espécie de formiga do gênero Polyrhachis, pertencente à subfamília Formicinae.